# Ерік Шербек
Ерік Шербек (англ. Eric Sherbeck; нар. 7 серпня 1957) — колишній американський тенісист.
Найвищу одиночну позицію світового рейтингу — 273 місце досяг 3 січня 1983, парну — 116 місце — 29 жовтня 1984 року.
Здобув 1 парний титул.
Найвищим досягненням на турнірах Великого шолома було 3 коло в одиночному та парному розрядах.

## Фінали Гран-прі за кар'єру

### Парний розряд: 1 (1–0)
| Результат | W-L | Дата     | Турнір              | Покриття | Партнер         | Суперники               | Рахунок       |
| --------- | --- | -------- | ------------------- | -------- | --------------- | ----------------------- | ------------- |
| Перемога  | 1–0 | Гру 1983 | Аделаїда, Австралія | Трава    | Крейг А. Міллер | Бродерік Дайк Род Фролі | 6–3, 4–6, 6–4 |

## Титули на челленджерах

### Парний розряд: (1)
| Ранг | Рік  | Турнір                         | Покриття | Партнер      | Суперники               | Рахунок       |
| ---- | ---- | ------------------------------ | -------- | ------------ | ----------------------- | ------------- |
| 1.   | 1981 | Гвадалахара (Мексика), Мексика | Ґрунт    | Глен Голройд | Брюс Клідж Енді Колберг | 6–7, 6–4, 7–6 |